# Michel de Beaupuy
Michel de Beaupuy (francès: Armand-Michel Bacharetie de Beaupuy)  (Moissídan, 14 de juliol de 1755 - Val d'Enfer, 19 d'octubre de 1796) fou un militar de la Revolució Francesa.

## Biografia

### Republicà d'origen noble
Michel Beaupuy va néixer en una família pertanyent a la noblesa de Périgord. Als 16 anys es va incorporar a l'exèrcit del rei com a simple soldat, i dos anys després va ser segon tinent al regiment de Bassigny.

## Soldat republicà
El 1792, comandant d'un batalló de voluntaris de la Dordoña, on es destacà, després fou nomenat general de brigada el 31 d'agost de 1793. Va participar en el setge de Magúncia, després de la rendició de la ciutat, va ser enviat a Vendée amb l'exèrcit de Mainz. Va obtenir una victòria a La Tremblaye. Va ser ferit una primera vegada a Château-Gontier i una segona vegada al Setge d'Angers.
El 1794 va ser cridat a l'Exèrcit de Rhin-et-Moselle per lluitar a Alemanya i es va distingir en la batalla de Frankental el 14 de novembre de 1795. Va ser ferit per sabre 7 vegades en la batalla de Kork el 26 de juny de 1796. Va participar en el combat de Neresheim els dies 10, 11 i 12 d'agost de 1796. Va decidir la victòria en combat de Geisenfeld l'1 de setembre i va contribuir a la victòria de Biberach el 2 d'octubre de 1796. Va comandar la guàrdia posterior durant la retirada del general Moreau a la Selva Negra. Fou allà on fou mort per una bala de canó a la Val d'Enfer a la batalla d'Emmendingen el 19 d'octubre de 1796.

## Homenatges
El 1801 es va construir un monument al territori del municipi de Volgelsheim, no gaire lluny de Neuf-Brisach. A finals de la dècada de 1850, el monument estava inacabat, degradat i cobert de vegetació, fou rehabilitat i completat per iniciativa del coronel Ferru, al capdavant del 63è regiment d'infanteria que havia guarnit a Neuf-Brisach a 1861. La despesa és a càrrec dels soldats del regiment i de les ciutats de Neuf-Brisach i Mussidan. Durant aquesta reconstrucció on només es troba una bola de canó al terreny, el monument complet, té quatre cares i inscripcions, una de les quals indica "L'exèrcit del Rin i la Mosella al general de divisió Bachartie de Beaupuy Segons diverses biografies i A. Coste, Avís històric i topogràfic sobre la ciutat de Vieux-Brisach, amb el pla de la ciutat el 1692 nascuts a Mussidan, Dordogne el 14 de juliol de 1755". Va ser destruït pels alemanys el 1940, i el 1979 s'inaugura el monument visible encara avui.